# Oyun
Oyun è una delle aree a governo locale (local government areas) in cui è suddiviso lo stato di Kwara, in Nigeria. Estesa su una superficie di 476 km², conta una popolazione di 94.253 abitanti.